# Schloss Hohenfriedeberg
Schloss Hohenfriedeberg (polnisch Pałac w Dobromierzu) befindet sich in Dobromierz (deutsch Hohenfriedeberg) in der Landgemeinde Dobromierz im Powiat Świdnicki der Woiwodschaft Niederschlesien in Polen.

## Geschichte
Der Ort war durch deutsche Kolonisten auf einer slawischen Vorgängersiedlung gegründet worden. Für 1307 ist ein Pfarrer von „Vrideberch“ belegt. Bis 1408 sind als Besitzer die von Bolze belegt, später die Sander von Grunau, 1512 bis 1520 jedoch ein Christoph von Zedlitz. Im Jahr 1597 kaufte ein späterer Christoph von Zedlitz das Gut. Nach den Zedlitz waren ab 1622 die von Schellendorf Besitzer, ab 1716 Christoph Ferdinand von Nimptsch, der das benachbarte Schloss Schweinz erbauen ließ. Im Jahr 1789 verkaufte Johann von Sternberg den Besitz Hohenfriedeberg an Karl Friedrich Freiherr von Seherr-Thoß. Letzterer heiratete 1787 Eleonore Johana Pertke von Pertkenau. Im Jahr 1877 erlosch die gräfliche Linie Hohenfriedeberg der von Seherr-Thoß. Durch Heirat wurde Hohenfriedeberg Besitz der von Webern.

## Bauwerk
Der Bau ist ein schlichter dreistöckiger und fünfachsiger Barockbau mit niedrigen Seitenflügeln. Alle vier Seiten des Baus sind durch Pilaster akzentuiert. Das gartenseitige Portal hat einen Balkon und trägt das Allianzwappen von Seherr-Thoß-Hohenfriedeberg/von Tschammer und Quaritz, das jedoch stark beschädigt ist. Über dem Balkon am Haupteingang ist das Allianzwappen von  Seherr-Thoß/Pertke von Pertkenau zu sehen, darüber im Dreiecksgiebel die Initialen „FST“, die auf den Freiherr von Seherr-Thoß verweisen. Das Schloss ist heute mit einem neuen Mansarddach nach barockem Vorbild gedeckt.